# Eparchie ardatovská
Eparchie ardatovská je eparchie ruské pravoslavné církve nacházející se v Rusku.

## Území a titul biskupa
Zahrnuje všechny farnosti v rajónech republiky Mordvinsko; Ardatov, Atjaševo, Bolšoje Berezniki, Bolšoje Ignatovo, Dubjonki a Čamzinka.
Eparchiální biskup nese titul biskup ardatovský a atjaševský.

## Historie
Roku 1922 byl vytvořen vikariát Ardatov patřící k eparchii Simbirsk. Vikariát zanikl roku 1928.
30. května 2011 byla Svatým synodem zřízena eparchie Ardatov, a to oddělením území z eparchie Saransk.

## Seznam biskupů
Vikariát Ardatov simbirské eparchie
- 1922–1922 Juvenalij (Maškovskij)
- 1923–1928 Polikarp (Tichonravov)

Eparchie Ardatov
- - 2011–2011 Varsonofij (Sudakov), administrátor
- 2011–2023 Veniamin (Kirillov)
  - 2023–2024 Zynovij (Korzynkin) dočasný správce
- od 2024 Meletij (Kisňaškin)